# Pulvinaria phaiae
Pulvinaria phaiae är en insektsart som beskrevs av Lull 1899. Pulvinaria phaiae ingår i släktet Pulvinaria och familjen skålsköldlöss. Inga underarter finns listade i Catalogue of Life.